# Sinus lift
Augumentarea podelei sinusului maxilar (denumită, de asemenea, sinus lift, grefă de sinus, augumentare sinusală, elevarea sinusului) este o procedură chirurgicală care are ca scop creșterea cantității osoase în maxilarul posterior, în zona dinților premolari și molari, prin ridicarea membranei Schneideriene (membrana sinusului) și plasarea unei grefe osoase.
Când un dinte este pierdut, procesul alveolar începe să se remodelze. Alveola dentară rămasă dispare pe măsură ce osul se vindecă, rezultând o zonă edentată, numită creastă.
Acest proces cauzează o reducere a înălțimii și lățimii osului înconjurător. În plus, când un molar sau premolar maxilar este extras, sinusul maxilar pneumatizează în această regiune care va diminua ulterior grosimea osului adiacent. În general, acest lucru duce la o pierdere a volumului osos care este valabil pentru introducerea unor implanturi dentare, care se bazează pe osteointegrare pentru a înlocui dinții absenți. Scopul sinus lifting-ului este de a grefa os suplimentar în sinusul maxilar, deci mai mult os fiind valabil pentru a susține implantul dentar.

## Indicații
În timp ce pot fi mai multe motive pentru care se dorește un volum osos mai mare în maxilarul posterior, cel mai comun motiv în planificarea tratamentului dentar contemporan este pentru prepararea unei zone în vederea aplicării unui implant dentar.
Augumentarea sinusului (sinus lift) este realizată când podeaua sinusului este prea aproape de o zonă unde urmează a fi plasate implanturile dentare. Această procedură este efectuată pentru a asigura o implantare sigură a implanturilor, cu protejarea sinusului. Coborârea sinusului poate fi cauzată de: extracții vechi fără un tratament ulterior, parodontite, traume.
Pacienții care prezintă următoarele pot fi buni candidați pentru augumentarea sinusului:
Pierderea a mai mult de un dinte în maxilarul posterior
Pierderea unei cantități de os semnificative în maxilarul posterior
Lipsa dinților ca urmare a unor defecte genetice sau apărute la naștere
Lipsa majorității dinților maxilari și necesitatea unui sinus lift complex pentru mai multe implanturi.
Nu se cunoaște dacă utilizarea tehnicilor de sinus lift sunt mai de succes față de utilizarea unor implanturi mai scurte pentru a reduce numărul de dinți artificiali sau eșecul implanturilor la un an după plasarea acestora.

## Tehnica
Înainte de realizarea unei operații de augmentare a sinusurilor, se efectuează un diagnostic pentru a determina starea de sănătate a sinusurilor pacientului. Se fac radiografii panoramice pentru a cartografia maxilarul superior și sinusurile pacientului. În cazuri speciale, este preferabilă tomografia computerizată cu fascicul conic pentru a măsura înălțimea și lățimea sinusurilor și pentru a exclude orice boală sau patologie sinusală.
Există mai multe variante ale tehnicii de sinus lift.

## Augumentarea sinusurilor tradițională sau tehnica cu fereastră laterală
Există multiple căi pentru a realiza operația de sinus lift. Această procedură este efectuată din interiorul cavității bucale a pacientului, unde chirurgul realizează o incizie la nivelul gingiei. O dată ce incizia a fost făcută, medicul specialist îndepărtează țesutul gingival, expunând peretele lateral al osului sinusului. Urmează crearea unei ferestre laterale în sinus, care va expune membrana Schneideriană. Această membrană este separată de os, iar materialul de grefă osoasă este plasat în spațiul nou creat. Gingia este apoi suturată strâns, iar grefa este lăsată să se vindece pentru 4-12 luni.
Materialul de grefă folosit poate fi fie autogrefă, alogrefă, xenogrefă, aloplastă, variante sintetice sau combinații ale acestora. Studiile au indicat faptul că simpla ridicare a membranei sinusale, crearea unui spațiu și formarea de cheaguri de sânge ar putea duce la apariția de os nou datorită principiilor de regenerare osoasă ghidată. Prognosticul pe termen lung al tehnicii este estimat la 94%.

## Tehnica cu osteotom
Ca o alternativă, augumestarea sinusului poate fi realizată printr-o procedură mai puțin invazivă, cea care utilizează osteotomul. Există câteva variante ale acestei tehnici și toate își au originea de la tehnica originală a dr. Tatum, publicată pentru prima oară de către dr. Boyne și James în 1980.
Dr. Robert B. Summers a descris o tehnică care este realizată în mod normal atunci când podeaua sinusală necesită a fi ridicată mai puțin de 4 mm. Această tehnică este efectuată prin ridicarea țesutului gingival și realizarea unei alveole în os la o distanță de 1-2 mm de membrana sinusală. Podeaua sinusului este apoi ridicată prin apăsarea acesteia cu ajutorul unor osteotoame.
Cantitatea augumentării obținută prin utilizarea acestei tehnici cu osteotoame este de obicei, mai mică decât cea care poate fi obținută prin tehnica ferestrei laterale. Un implant dentar este în mod normal plasat în alveola formată prin procedura de sinus lift și lăsat să se integreze cu osul. Integrarea osoasă durează în jur de 4-8 luni. Scopul acestei proceduri este de a stimula osul să crească și să formeze o podea sinusală mai groasă, astfel încât să suporte înlocuirea dinților cu implanturi.
Dimensiunea și forma sinusului influențează semnificativ formarea de os nou după elevarea transcrestală a podelei sinusale: prin această tehnică, regenerarea unei cantități semnificative de os nou este un rezultat previzibil doar în cavitățile sinusurilor înguste. În timpul planificării preoperatorii, lățimea buco-palatină a sinusului ar trebui considerată un parametru crucial atunci când se alege ca opțiune de tratament ridicarea podelei sinusurilor cu abordare transcrestală.
Dr. Bruschi și Scipioni au descris o tehnică similară care este bazată pe o procedură cu lambou de grosime parțială. Acestă tehnică crește maleabilitatea crestei osoase și nu utilizează osul direct de deasupra sinusului, ci osul de pe peretele medial, iar aceasta poate fi utilizată în cazurile mai grave de resorbție osoasă, care în mod normal ar necesita să fie tratate prin tehnica peretelui lateral. Perioada de vindecare este redusă la 1,5- 3 luni. Recent, a fost introdus un ciocan electric pentru a simplifica aplicarea acestei tehnici și a altora asemănătoare.

## Complicații
Un risc major al augumentării sinusurilor este că membrana acestora ar putea fi perforată sau ruptă. Remediile, în cazul în care acest lucru se întâmplă, includ suturarea perforației, iar în unele cazuri, intervenția chirurgicală este întreruptă, pentru ca perforația să aibă timp să se vindece, de obicei între trei și șase luni. Adesea, membrana sinusală se reface mai groasă și mai puternică, ceea ce face ca succesul să fie mai probabil la a doua operație. Deși rar raportată, o astfel de intervenție secundară poate fi, de asemenea, de succes atunci când operația primară se limitează la ridicarea membranei, fără introducerea de material suplimentar.
Pe lângă perforarea membranei sinusale, sunt implicate și alte riscuri în operația de sinus lift. Cea mai notabilă se referă la relația strânsă dintre augumentarea zonei cu complexul sinonazal care poate determina apariția sinuzitei, cu cronicizarea acesteia și apariția de simptome severe.
Sinuzita rezultată în urma augumentării sinusului maxilar este considerată clasa 1 de complicație sinonazală, conform clasificării Felisati și ar trebui tratată chirurgical cu o combinație între endoscopie endonazală și abordare endo-orală. Pe lângă sinuzită, alte riscuri asociate cu sinus lift sunt: infecția, inflamația, durerea, reacții alergice, deteriorarea țesuturilor sau a unor nervi, cicatrici, hematoame, eșuarea grefei, comunicare oro-antrală/ fistulă oro-antrală, deplasarea sau mobilitatea implanturilor, sângerarea.

## Recuperarea
Durează de la 3 la 6 luni pentru ca augumentarea osului sinusului să devină parte naturală a podelei acestuia. Până la 6 luni de vindecare este perioada care este lăsată până la aplicarea implanturilor. Totuși, unii chirurgi realizează simultan elevarea sinusului și plasarea implantului dentar, pentru a evita necesitatea a 2 intervenții.

## Istoria
Prima procedură de augmentare a podelei sinusurilor maxilare a fost efectuată de Oscar Hilt Tatum, Jr. în 1974.
O procedură de ridicare a sinusurilor a fost efectuată pentru prima dată de către Dr. Hilt Tatum Jr. în 1974, în timpul perioadei de pregătire pentru a realiza grefa sinusală. Prima grefă de sinusuri a fost efectuată de Tatum în februarie 1975, în Lee County Hospital din Opelika, Alabama.
Aceasta a fost urmată de plasarea și restaurarea cu succes a două implanturi endosteale. Între 1975 și 1979, o mare parte din elevarea mucoasei sinusale a fost realizată cu ajutorul unor catetere gonflabile. După aceasta, au fost dezvoltate instrumente adecvate pentru a gestiona ridicarea mucoasei de pe diferitele suprafețe anatomice întâlnite în sinusuri.
atum a prezentat pentru prima dată conceptul la Congresul de implanturi din Alabama din Birmingham, în 1976 și a expus evoluția tehnicii în cadrul mai multor prezentări pe podium în fiecare an până în 1986, când a publicat un articol în care descria procedura. Dr. Philip Boyne a făcut cunoștință cu procedura atunci când a fost invitat, de Tatum, să fie „The Discusser” al unei prezentări despre grefa sinusală susținută de Tatum la reuniunea anuală a Academiei Americane de Implantologie Dentară în 1977 sau 1978. Boyne și James au fost autorii primei publicații despre această tehnică în 1980, când au publicat rapoarte de caz de grefe autogene plasate în sinus și lăsate să se vindece timp de 6 luni, care au fost urmate de plasarea de implanturi cu lame. Această secvență a fost confirmată de Boyne în fața participanților la Congresul de implanturi din Alabama în 1994.

## Raportul cost-eficacitate
Eficacitatea ușor mai mare (integrarea implantului) a tehnicii de ridicare laterală a sinusurilor trebuie să fie luată în considerare în raport cu costurile substanțial mai mari în comparație cu tehnica de ridicare transalveolară a sinusurilor. Din perspectiva pacientului, invazivitatea mai mare a tehnicii laterale va fi, de asemenea, un criteriu important de decizie. Cu toate acestea, este puțin probabil ca abordarea transalveolară să fie eficientă în cazul unor niveluri avansate de resorbție osoasă la locul de implantare.

## Sinteză

### Procedura de sinus lift în chirurgia dentară
Sinusurile sunt cavități pneumatice ale masivului facial ce dețin mai multe roluri, printre care purificarea a aerului ce intră prin fosele nazale, de menținere a presiunii la nivelul etajului superior și de fluidificare a secrețiilor.
Sinusurile maxilare se află în apropierea arcadei dentare maxilare, de multe ori patolgia dentară transmițându-se acestora, prin raportul de vecinătate al rădăcinilor dentare cu sinusurile menționate anterior.
Inflamația sinusurilor este cunoscută sub numele de sinuziță și poate avea mai multe cauze.
In principiu, aceasta poate fi de două feluri :

### Rinogenă
Atunci când nu are legătură cu dinții și poate fi o complicație a unei răceli sau expunerea constantă la factori iritativi.

### Odontogenă
Este tipul de sinuziță ce se dezvoltă în raportul cu o rădăcină dentară care a suferit o infecție iar planul de tratament trebuie să vizele tratarea factorului cauzal, de cele mai multe ori extracția rădăcinii ce a produs sinuzita.
Există unele situații în care arcada superioară, edentată parțial sau total își modifică conformația iar înălțimea osoasă ajunge să fie redusă, astfel încât sinusul să se regăsească în vecinătatea creste alveolare. Această situație este nefavorabilă în momentul în care pacientul optează pentru inserarea de implanturi dentare.
O înălțime osoasă insuficientă ar duce la inserția de implanturi în sinusul maxilar, situație ce va genera o sinuzită maxilară cronică.
In această situație, pentru a crea suportul osos necesar implanturilor dentare, se apelează la procedura numită sinus lift, o intervenție chirurgicală în care se adaugă os maxilarului superior, în zonele laterale.
Pentru a putea adăuga os, membrana sinusală trebuie ridicată cu atenție pentru a se crea spațiul necesar.
Osul folosit în augmentarea sinusală poate să fie autogen sau alogen (sintetic sau de origine bovina).
Procedura în sine nu este dureroasă, ea putând fi realizată sub anestezie locală, astfel pacientul nu va simți niciun disconfort.
Intervenția de sinus lift poate fi de două feluri:

### Sinus lift intern
Această intervenție are loc în cazurile în care sinusul nu este foarte aproape de creasta osoasă, astfel că membrana nu trebuie să fie ridicată semnificativ, doar ușor împinsă superior. După ridicarea membranei, în cavitatea nou formată se va adiționa osul iar implantul va putea fi inserat.

### Sinul lift extern
Această intervenție este necesară în momentul în care sinusul maxilar este foarte aproape de creasta alveolară iar în timpul procedurii membrana trebuie elevată semnificativ. Prin intervenția de sinus lift extern, în corticala osoasă vestibulară se creează o fereastră prin care se va vizualia direct membrana sinusală.
In urma procedurii de sinus lift, indiferent de modalitatea pentru care s-a optat, este posibil ca zona operată să devină tumefiată. De altfel, ușoarele sângerări nazale sunt normale.
Este important ca pacientul să urmeze indicațiile ce vor ajuta la o vindecare rapidă, fără complicații:
Să evite variațiile presionale – strănutul, suflatul nasului sau băutul cu ajutorul unui pai sunt complet contraindicate.
Să utilizeze decongestionante nazale timp de 5 zile de la intervenție pentru a preveni inflamația mucoasei sinusale
Administrarea de antibiotic și antiinflamator trebuie urmate cu strictețe precum si vizitele, pentru control, la medicul stomatolog.